# Rosemary DeCamp
Rosemary DeCamp (Prescott, 14 novembre 1910 – Torrance, 20 febbraio 2001) è stata un'attrice statunitense.

## Biografia
Rosemary DeCamp esordì all'inizio degli anni quaranta e per circa un decennio lavorò sul grande schermo, spesso sotto contratto con la Warner Brothers, e altrettanto spesso in ruoli di comprimari accanto all'eroe o all'eroina. 
Dagli anni cinquanta in poi si dedicò principalmente alla televisione, partecipando a diverse serie televisive, fra cui Quella strana ragazza, Love Boat, Simon & Simon, Quincy e La signora in giallo.
Fra i suoi lavori cinematografici si ricordano Ribalta di gloria (1942), Tutte le spose sono belle (1946) e Smarrimento (1947).
Morì nel 2001 per le complicazioni di una polmonite.

## Filmografia

### Cinema
- Tutta una vita ( Cheers of Miss Bishop), regia di Tay Garnett (1941)
- La porta d'oro (Hold Back tha Dawn), regia di Mitchell Leisen (1941)
- Il libro della giungla (The Jungle Book), regia di Zoltán Korda (1942)
- Ribalta di gloria (Yankee Doodle Dandy), regia di Michael Curtiz (1942)
- Smith of Minnesota, regia di Lew Landers (1942) (non accreditato)
- Occhi nella notte (Eyes in the Night), regia di Fred Zinnemann (1942)
- Uragano all'alba (Commandos Strike at Dawn), regia di John Farrow (1942)
- Città senza uomini (City Without Men), regia di Sidney Salkow (1943)
- This Is the Army, regia di Michael Curtiz (1943)
- The Merry Monahans, regia di Charles Lamont (1944)
- Due gambe...un milione (The Bowery to Broadway), regia di Charles Lamont (1944)
- Sinceramente tua (Practically yours), regia di Mitchell Leisen (1944)
- Sangue sul sole (Blood on the Sun), regia di Frank Lloyd (1945)
- Rapsodia in blu (Rhapsody in Blue), regia di Irving Rapper (1945)
- C'è sempre un domani (Pride of the Marines), regia di Delmer Daves (1945)
- Grand Hotel Astoria (Week-end at Waldorf), regia di Robert Z. Leonard (1945)
- Delitti senza sangue (Danger Signal), regia di Robert Florey) (1945)
- Too Young to Know, regia di Frederick de Cordova (1945)
- Tutte le spose son belle (From this Day Forward), regia di John Berry (1946)
- Two Guys from Milwaukee, regia di David Butler (1946)
- Smarrimento (Nora Prentiss), regia di Vincent Sherman (1947)
- The Life of Riley, regia di Irving Brecher (1949)
- Sempre più notte (Night unto Night), regia di Don Siegel (1949)
- La vita a passo di danza (Look for the Silver Lining), regia di David Butler (1949)
- The Story of Seabiscuit, regia di David Butler (1949)
- La sbornia di David (The Big Hangover), regia di Norman Krasna (1950)
- Solitudine (Night into Morning), regia di Fletcher Markle (1951)
- Vecchia America (On Moonlight Bay), regia di Roy Del Ruth (1951)
- Ultime della notte (Scandal Sheet), regia di Phil Karlson (1952)
- L'oro maledetto (The Treasure of Lost Canyon), regia di Ted Tetzlaff (1952)
- By the Light of Silvery Moon, regia di David Butler (1953)
- Sogno di Bohème (So This Is Love), regia di Gordon Douglas (1953)
- Main Street to Broadway, regia di Tay Garnett (1953)
- Man on a Bus, regia di Joseph H. Lewis (1955)
- Un napoletano nel Far West (Many Rivers to Cross), regia di Roy Rowland (1955)
- Aquile nell'infinito (Strategic Air Command), regia di Anthony Mann (1955)
- I 13 fantasmi (13 Ghosts), regia di William Castle (1960)
- Saturday the 14th, regia di Howard R. Cohen (1981)
- A Chip of Glass Ruby, regia di Ross Devenish (1983)

### Televisione
- The Life of Riley – serie TV, 27 episodi (1948-1950)
- The Ford Television Theatre – serie TV, 4 episodi (1953-1954)
- TV Reader's Digest – serie TV, episodio 2x08 (1955)
- Climax! – serie TV, episodio 2x43 (1956)
- Studio One – serie TV, 2 episodi (1958)
- The Bob Cummings Show – serie TV, 157 episodi (1955-1959)
- General Electric Theater – serie TV, episodio 8x04 (1959)
- The Red Skelton Show – serie TV, un episodio (1961)
- Gli uomini della prateria (Rawhide) – serie TV, 2 episodi (1961-1962)
- Follow the Sun – serie TV, episodio 1x30 (1962)
- Hazel – serie TV, un episodio (1962)
- Ensign O'Toole – serie TV, episodio 1x15 (1962)
- Il dottor Kildare (Dr. Kildare) – serie TV, un  episodio (1965)
- La legge di Burke (Burke's Law) – serie TV, episodio 3x02 (1965)
- Petticoat Junction – serie TV, 7 episodi (1964-1968)
- Arrivano le spose (Here Come the Brides) – serie TV, un episodio (1969)
- Quella strana ragazza (That Girl) – serie TV, 20 episodi (1966-1970)
- Mistero in galleria (Night Gallery) – serie TV, un episodio (1971)
- Love, American Style – serie TV, 2 episodi (1969-1973)
- Mannix – serie TV, 2 episodi (1971-1973)
- La famiglia Partridge (The Partridge Family) – serie TV, 3 episodi (1970-1973)
- Marcus Welby (Marcus Welby, M.D.) – serie TV, un episodio (1975)
- Agenzia Rockford (The Rockford Files) – serie TV, un episodio (1975)
- Petrocelli – serie TV, un episodio (1975)
- Lotta per la vita (Medical Story) – serie TV, un episodio (1975)
- Sulle strade della California  (Police Story) – serie TV (1973-1975)
- Love Boat (The Love Boat) – serie TV, un episodio (1978)
- In casa Lawrence (Family) – serie TV, un episodio (1979)
- I giorni della nostra vita (Days of Our Lives) – serie TV, 2 episodi (1980)
- Lobo – serie TV, 2 episodi (1980)
- Buck Rogers (Buck Rogers in the 25th Century) – serie TV, un episodio (1981)
- Truck Driver – serie TV, 2 episodi (1981)
- Simon & Simon – serie TV, un episodio (1982)
- Fantasilandia (Fantasy Island) – serie TV, un episodio (1983)
- Quincy (Quincy, M.E.) – serie TV, un episodio (1983)
- Hotel – serie TV, un episodio (1985)
- A cuore aperto (St. Elsewhere) – serie TV, 2 episodi  (1986-1987)
- La signora in giallo (Murder, She Wrote) – serie TV, episodio 6x06 (1989)

## Doppiatrici italiane
- Lydia Simoneschi in Il libro della giungla
- Rosetta Calavetta in C'è sempre un domani
- Franca Dominici in Aquile nell'infinito
- Clelia Bernacchi in La sbornia di David
- Jone Romano in Un napoletano nel Far West
- Vanna Busoni in Il libro della giungla (ridoppiaggio 1985)